# AMGTV
AMGTV és una cadena de televisió estatunidenca dirigida al públic familiar i amb temàtica diversa (drama, esports, pel·lícules, entreteniment, com-es-fa, caça i pesca, programes infantils, etc.). L'empresa estatunidenca Access Media Group n'és la propietària.
AMGTV subministra programes a diverses emissores de televisió dels Estats Units, i és la competència de Youtoo America i cadenes similars. Fora de les seves emissores filials, també proporciona, amb acords de redifusió televisiva, paquets de pel·lícules i especials musicals.
El president de AMGTV és Terry Elaqua.

## Programació
Programes infantils (educatius i informatius)
Animal Atlas
Angel's Friends
Ariel & Zoey & Eli, Too
Aqua Kids
Beta Records TV
Biz Kids
Curiosity Quest
Dragonfly TV
Dog Tales
Eco Company
Edgemont
Elizabeth Stanton's Great Big World
Missing
Laura McKenzie's Traveler
The Centsables
Think Big
Zoo Diaries
Drama
Cold Squad
Da Vinci's Inquest
Leverage
Republic of Doyle
SAF3
The Border
Entreteniment
Animal Rescue
Dog The Bounty Hunter
Forensic Files
Game Plane
Insider Exclusive
Judge Faith
Money TV
OK! TV
Q With Jian
Steve Gadlin's Star Makers
The Balancing Act
The Conspiracy Show
The Hollywood News Report
Whacked Out Videos
Whacked Out Sports
White House Chronicle
Com-es-fa
Designing Spaces
Garden Travels
Gigging & Grubbing
Hometime
P. Allen Smith Gardens
Real Green
Robert Earl's Be My Guest
The Coastal Gardener
Caça i pesca
Babe Winkelman
Jimmy Houston
Jimmy Houston Outdoors
Sporting Dog TV
The Scott Martin Challenge
Wing Shooting
Música
Bluegrass Ridge
Country Fix
Country Juke Box - Time Life
Music Mix USA
Nashville Unleashed
Southern Glory
Ciència-ficció
Sanctuary
Esports
Classic Car Garage
Pro Wrestling Around the World
Raceline
Rolling Art
The Real Winning Edge
Wildside Anarchy

## Emissores filials
| Estat       | Ciutat             | Emissora | Canal       | Amo                                          |
| ----------- | ------------------ | -------- | ----------- | -------------------------------------------- |
| Alaska      | Península de Kenai | K06OR-D  | 6.1         | SEWARD MEDIA PARTNERS, LLC                   |
| Califòrnia  | Los Angeles        | KSFV-CD  | 6.4         | Venture Technologies Group                   |
| Califòrnia  | Palm Springs       | KAKZ-LD  | 4.3         | Tara Broadcasting                            |
| Colorado    | Cortez             | K30HJ-D  | 30.4        | Southwest Colorado TV Translator Association |
| Connecticut | Hartford           | WRNT-LP  | 40.1        | R and S Broadcasting                         |
| Kansas      | Wichita            | KCTU-LD  | 43.5        | River City Broadcasters Inc.                 |
| Kentucky    | Pikeville          | EKB TV   | només cable | East Kentucky Broadcasting                   |
| Minnesota   | Duluth             | KCWV     | 27.1        | Flinn Broadcasting                           |
| Minnesota   | La Crescent        | KQEG-CD* | 23.1        | Magnum Radio, Inc.                           |
| Mississipi  | Biloxi             | WXVO-LD  | 7.3         | NCN Cable Advertising                        |
| Missouri    | Farmington         | KDKZ-LD  | 18.1        | Dockins Broadcast Group                      |
| Montana     | Glasgow            | K43CQ-D  | 43.2        | Valley County TV District #1                 |
| Nevada      | Las Vegas          | KHMP-LD  | 18.1        | Prism Broadcasting                           |
| Nova York   | Newburgh           | WEPT-CD  | 15.1        | Venture Technologies Group                   |
| Nova York   | Buffalo            | WBXZ-LP  | 56.6        | Steven Ritchie                               |
| Ohio        | Cincinnati         | WOTH-CD  | 20.5        | Block Broadcasting                           |
| Texas       | Greenville         | KTXD-TV* | 47.1        | London Broadcasting                          |

* Afiliada a temps parcial.